# H. Maurice Jacquet
Pour les articles homonymes, voir Jacquet.
Maurice Henri Louis Fernand Jacquet, dit H. Maurice Jacquet, né à Saint-Mandé le 18 mars 1886 et décédé à New York le 29 juin 1954, est un compositeur et chef d'orchestre français.

## Biographie
Fils d'Alfred Gustave Eugène Jacquet, photographe, et de Jeanne Joséphine Henriette Noël professeur de chant, H.Maurice Jacquet se destine tout d'abord à la virtuosité. Il fait de sérieuses études sous la direction de Francis Thomé, compositeur et pianiste. Comme il marque de sérieuses dispositions pour la composition, il suit les cours d'Émile Vessard, professeur au Conservatoire national de Paris.
Élève du chef d'orchestre Alexandre Luigini, il dirige régulièrement les œuvres Jules Massenet et Gustave Charpentier.
H.Maurice Jacquet compose des mélodies, des poèmes symphoniques pour soli et orchestre et des œuvres pour piano. La création de Messaouda , opéra-comique écrit en collaboration avec Davin de Champclos et André de Mauprey, obtient un franc succès lors de sa création au théâtre Moncey, à Paris. Romanitza, drame lyrique en quatre actes sur un poème de Maurice Magre, est représenté avec un énorme succès en avril 1913 au théâtre municipal de Calais. On lui doit des comédies musicales : la Petite Dactylo (1916) ; l'As de cœur' (composée en 1917 mais créé en 1925).
H.Maurice Jacquet est un temps chef d'orchestre du théâtre de l'Odéon, puis dans les années 1920, il part pour l'Amérique en compagnie de son épouse, la harpiste Andrée Amalou-Jacquet, au Canada, à Cuba (où il dirige quelque temps l'orchestre philharmonique national), à Broadway en 1929-1930. Il compose deux comédies musicales puis de la musique de film pour Hollywood.

## Œuvres principales

### Œuvres lyriques
- Messaouda, opéra-comique en 1 acte, livret de Davin de Champclos, musique avec André de Mauprey (Théâtre Moncey, 9 mars 1908)
- Sbarra, opéra-comique en 4 actes, livret de Victor Canon et Saint-Aryan (1908)
- Romanitza, drame lyrique en 4 actes, livret de Maurice Magre (Théâtre municipal de Calais, avril 1913)
- Le Poilu, comédie-opérette en 2 actes, livret de Maurice Hennequin et Pierre Veber (Palais-Royal, 14 janvier 1916)
- La Petite Dactylo, vaudeville-opérette en 3 actes, livret de Maurice Hennequin et Georges Mitchell (Gymnase, 21 octobre 1916)
- Aux jardins de Murcie (suite murcienne), Les éditions de la Sirène, 1919.
- Son Altesse Papillon, opérette en 3 actes, livret de P. Celval et André Mauprey, musique avec André Mauprey (Lyon, 6 avril 1920)
- L'As de cœur ou Jim-Jim, opérette en 3 actes, livret d'André Mauprey (Nice, 28 mars 1925)

### Mélodies
- A une amie
- Berceuse amoureuse
- Chanson de l'Inconstant
- Invocation à Marie, poème d'H. Jacquet (1916)
- Renouveau
- Toi, poème d'H. Jacquet